# (34420) Peterpau
(34420) Peterpau (2000 SC7) – planetoida z pasa głównego asteroid okrążająca Słońce w ciągu 5,55 lat w średniej odległości 3,13 j.a. Odkryta 23 września 2000 roku.